# Ковыльники у села Григорьевка
Ковыльники у села Григорьевка — ботанический заказник местного значения. Находится в Бахмутском районе Донецкой области возле села Григоровка (укр. Григорівка). Статус заказника присвоен решением областного совета народых депутатов от 25 марта 1995 года. Площадь — 100 га. Флористический состав включает около 400 видов растений, из которых 15 видов, занесены в Красную книгу Украины — бурачок голоножковый, двурядка меловая, оносма донская, шлемник меловой, тонконог Талиева.